# Гришанов, Николай Леонидович
Никола́й Леони́дович Гриша́нов (род. 7 апреля 1960, Гомель, БССР) — советский штангист, культурист и тренер.
Мастер спорта СССР международного класса (1983) по тяжёлой атлетике. Шестикратный чемпион БССР и восьмикратный рекордсмен БССР по тяжёлой атлетике.
Мастер спорта СССР международного класса (1990) по культуризму. Чемпион Европы (1990), четырёхкратный чемпион СССР, двукратный обладатель Кубка СССР (1989, 1990) по культуризму. Победитель Второй матчевой встречи СССР-США (1989) по бодибилдингу.

## Биография
Николай Гришанов родился 7 апреля 1960 года в городе Гомеле в один день со своей сестрой Любовью Беловой, белорусской спортсменкой в пауэрлифтинге.

### Спортивная карьера
В 13 лет он увлёкся тяжёлой атлетикой. К шестнадцати годам выполнял нормативы мастера спорта в легком весе. Службу в армии проходил в спортивной роте СКА под руководством Богдановского Фёдора Фёдоровича и Первушина Павла Владимировича, которые помогли Гришанову в 19 лет выполнить норматив мастера спорта СССР по тяжёлой атлетике в полутяжёлом весе. После службы в армии в спортивной роте вернулся в родной город Гомель, где  продолжил заниматься тяжёлой атлетикой. Но на одной из тренировок получил серьёзную травму — смещение позвоночных дисков. После полугодичного восстановления продолжил заниматься самостоятельно.
В 1981 году выступил на молодёжных играх, где его заметил витебский тренер Владимир Смоляк, который предложил ему перебраться жить и тренироваться в Витебск. За это время он выполнил норматив мастера спорта СССР международного класса, стал шестикратным чемпионом БССР по тяжелой атлетике. Выступал в весовой категории до ста килограммов. Лучший результат, который им был показан на соревнованиях, — 180 килограммов в рывке и 220 — в толчке.
На тренировке во время выполнения толчка штанги с рекордным для него весом он получил разрыв связок четырёхглавой мышцы бедра и отрыв надколенной чашечки правой ноги. Перенёс четыре операций. Год передвигаясь на костылях, с помощью физических упражнений боролся с прогрессирующей дистрофией мышц ноги. После полного восстановления продолжил заниматься тяжёлой атлетикой, выступил на чемпионате Белоруссии по тяжелой атлетике, где взял в рывке вес в 170 килограммов, в толчке — 210. Но риск повторной травмы был слишком велик, и Николаю Гришанову пришлось окончательно оставить тяжёлую атлетику.
Перешёл в запрещенный в то время культуризм. В период с 1986-го по 1992 год Гришанов стал четырёхкратным чемпионом СССР, был капитаном сборной СССР. На пике своей спортивной формы имел бицепс 53 см, за что получил неофициальный статус «Лучший бицепс СССР».
В 1989 году стал победителем Второй матчевой встречи СССР-США (1989) по бодибилдингу, проходившей в Санкт-Петербурге.
Был участником первого в истории турне советской сборной по культуризму в США в 1990 году. С 24 июля по 3 августа 1990 года в городах Спокан, Лос-Анджелес и Сан-Франциско состоялось несколько выступлений советских и американских атлетов. Центральной была встреча, прошедшая 3 августа в зале калифорнийского университета Беркли.
В апреле 1990 года в Ленинграде на чемпионате Европы по культуризму Николай Гришанов в составе советской сборной завоевал первое место в командном позировании.

### Образование
В 1983 году поступил в Витебский государственный педагогический институт им. Кирова, окончил в 1987 году.

### Тренерская карьера
С 1983 года занимается реабилитационной, тренерской и консультационной деятельностью по общей и специальной физической подготовке со спортсменами различной квалификации из различных видов спорта.
Подготовил свою сестру Любовь Белову — трёхкратную чемпионку мира и четырехкратную чемпионку Европы в IPF Bench Press.
В сезонах 2009/10 и 2010/11 гг. работал тренером по общефизической подготовке на летних предсезонных сборах с ХК «Витебск».
С 2009 года летом проводит предсезонные сборы с хоккеистами КХЛ, ВХЛ и МХЛ.
В сезонах 2014/15 и 2015/16 гг. работал тренером по общефизической подготовке в команде Молодёжной хоккейной лиги СКА-1946, вместе с которой в сезоне 2014/15 гг. впервые в истории команды завоевал серебряные медали розыгрыша Кубка Харламова 2015 года.